# Espace rudéral
 (août 2024).

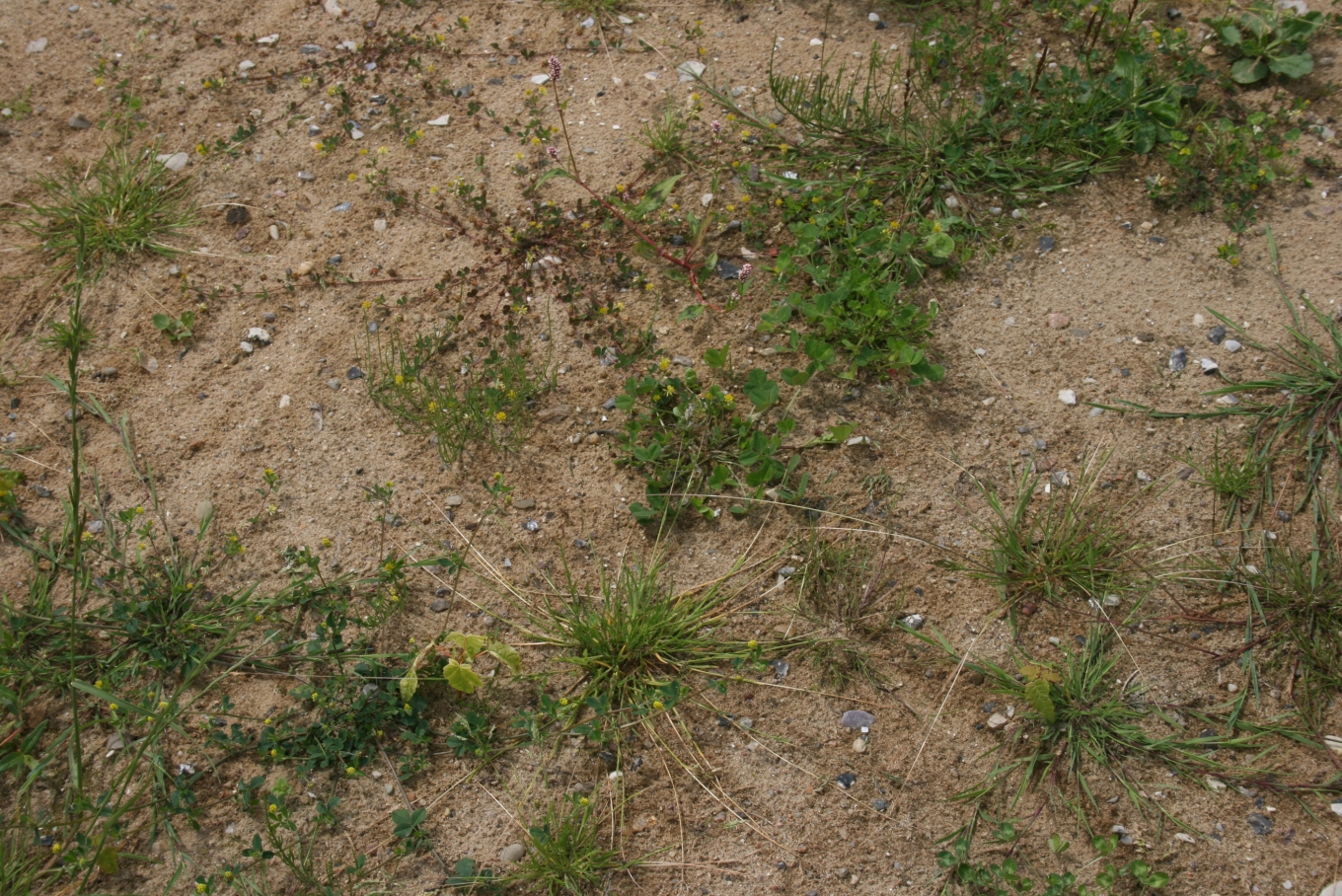
Flore rudérale

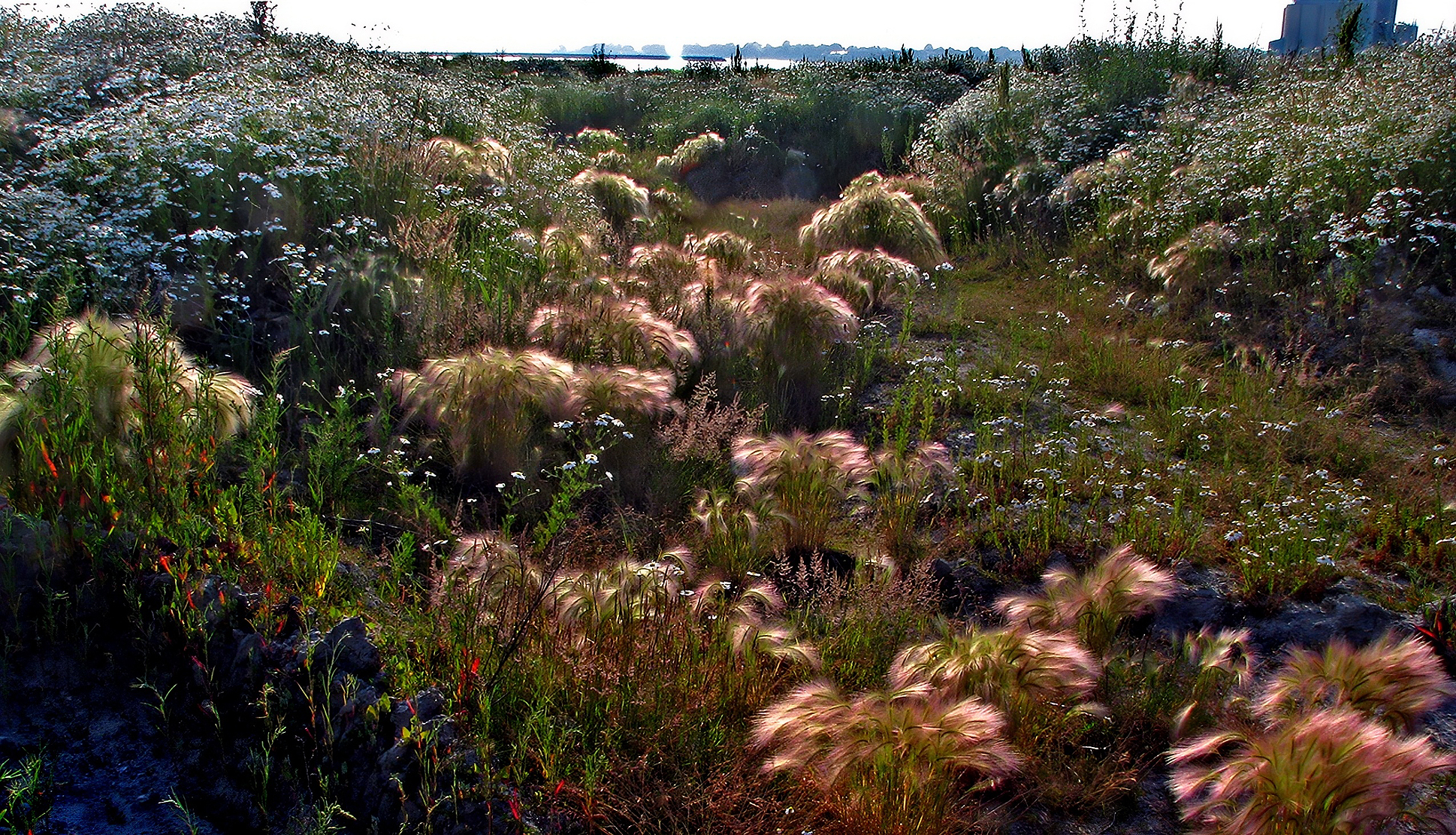
Flore rudérale, Ystad.

Un espace rudéral (du latin rudus « grumeau », « motte ») est une surface brute d'origine artificielle. Les espaces rudéraux sont rares dans les paysages cultivés par l'humain car ces surfaces ne sont en général pas délaissées. On trouve des espaces rudéraux dans des carrières, des décharges de matériaux, dans les parcs et jardins, ou des ruines, à la suite de guerres, par exemple.

## Définition
Un milieu rudéral désigne la végétation pionnière des endroits perturbés par l'homme. Plusieurs types sont identifiés en fonction de l’humidité, de l’altitude, de la végétation et de leur usage, entre autres.